# Matjaž Jančar
Matjaž Jančar, slovenski diplomat, * 8. april 1940, † 6. maj 1996, Ljubljana.
Po diplomi na Pravni fakulteti v Ljubljani je delal v Zvezi sindikatov, nato v diplomaciji, najprej kot podkonzul v Stuttgartu, svetovalec v Skupščini SRS, sekretar Sveta za mednarodne odnose pri Predsedstvu SRS, konzul jugoslovanskega veleposlaništva na Dunaju ter predsdednik Slovenske izseljenske matice. V času osamosvajanja Slovenije je bil jugoslovanski generalni konzul v Clevelandu v Združenih državah Amerike in je bil prvi jugoslovanski diplomat, ki se je opredelil za novo državo. V novi vlogi slovenskega predstavnika je organiziral dejavnost skupnosti ameriških Slovencev v podporo ameriškemu priznanju Slovenije. V ministrstvu za zunanje zadeve RS je vodil sektor za sosednje države in pozneje sektor za Evropo in Severno Ameriko.

## Dela
- Problem manjšin v jugoslovansko avstrijskih odnosih : članki in dokumenti, 1977, v soavtorstvu (COBISS)
- Indijanskih pet stoletij, 1995 (COBISS)
- Slovenska zunanjepolitična razpotja, 1996 (COBISS)

## Odlikovanja in nagrade
Leta 1998 je posmrtno prejel častni znak svobode Republike Slovenije z naslednjo utemeljitvijo: »za zasluge in prispevek pri mednarodnem priznanju in uveljavljanju samostojne države Slovenije«.